# Tetranitroglykoluril
Tetranitroglykoluril (1,3,5,7-tetranitroglykoluril, Sorguril, Sorguyl, TENGU, TNGU) je krystalická látka o hustotě 2,02 g/cm3. Jde o relativně termostabilní, ale snadno hydrolyzující, výbušninu bez známého průmyslového uplatnění, patří mezi 5 až 15 nejsilnějších (nejvíce brizatních) syntetizovaných výbušnin a svým výkonem výrazně překonává nejsilnější vojensky používanou výbušninu oktogen. Jako většina podobně extrémně brizatních výbušnin je i podobně citlivá na nárazy a tření jako pentrit a proto by se nehodila k využití, ani kdyby nehydrolyzovala (nutný objem flegmatizátorů by srazil účinnost na nebo pod hladinu účinnosti běžných PBX s oktogenem). TENGU lze lehce slisovat až přibližně ke krystalové hustotě, tedy na 1,98 g/cm³. Detonační rychlost je 9 360 m/s (krystalová hustota) a detonační tlak Pcj je kolem 410 kbar.
Glykouril se připravuje kondenzací močoviny a glyoxalu. Následně se ve více stupních nitruje na TENGU.